# Daisuke Watanabe
Daisuke Watanabe (渡辺 大輔, Watanabe Daisuke), né le 6 novembre 1986 dans la préfecture de Kanagawa au Japon, est un acteur et chanteur japonais. Il est représenté par BMI Inc.

## Biographie

### Enfance et formation
Durant son enfance, Daisuke Watanabe se prédestine à une carrière sportive : il pratique la natation à haut niveau et le football comme passe-temps. Jusqu'au milieu de son adolescence, il ambitionne de participer aux Jeux olympiques dans la discipline natation.
Au lycée, il change néanmoins d'aspiration professionnelle et souhaite désormais devenir acteur. Durant un temps, il renonce à ce projet pour étudier l'architecture à l'Université Doto. Après avoir obtenu son diplôme, il décide de poursuivre dans le monde du divertissement et passe diverses auditions tout en travaillant à temps partiel.

### Débuts dans l'industrie culturelle
En 2006, il fait ses débuts devant la caméra en incarnant George Ikaruga dans la série à succès Ultraman Mebius. Courant 2008, il figure également à la distribution de la franchise à succès Gokusen. Par la suite, entre 2009 et 2011, il rejoint pour quatre films la saga yaoi Takumi-Kun où il campe Saki Giichi, l'un des deux rôles principaux.
En parallèle, dès 2007, sa participation aux comédies musicales dérivées de The Prince of Tennis lui apporte une certaine notoriété.

### Confirmation sur la scène japonaise
Par la suite, il figure dans diverses productions Toho : aux côtés de Ryōsuke Miura, Kōjirō Oka et Yūsuke Hirose, il incarne notamment Camille Desmoulins dans 1789 : les Amants de la Bastille et Tybalt Capulet dans Romeo & Juliette. Le personnage du jeune Capulet, figure plus sombre et plus torturée que ses précédents rôles, marque un tournant dans sa carrière. Pour l'interpréter, Daisuke Watanabe choisit de se focaliser avant tout sur « la tristesse et le conflit de Tybalt face à l'amour interdit qu'il éprouve ». Sa prestation est saluée, les critiques estimant qu'il « captive le public avec son chant puissant ».
En 2023, il est confirmé à la distribution de la prochaine comédie musicale de Sylvester Levay et Michael Kunze : Beethoven.
Entre 2024 et 2025, il joue l'un des rôles principaux dans la production nippone Next to Normal, basée sur le show américain culte. Centrée sur une famille dysfonctionnelle (composée également de Futo Nozomi, Naru Komukai et Shōma Kai), la comédie musicale est réputée pour ses thèmes sensibles voire tabous tels que le deuil, la dépression, le suicide, la toxicomanie, la psychiatrie moderne et la vie en banlieue.
Au printemps 2025, il est à nouveau à la distribution de 1789 - Bastille no Koibitotachi, cette fois dans le rôle du comte Lazare de Peyrol. La presse loue son interprétation affirmant qu'il campe « Peyrol avec une telle cruauté qu'on a du mal à imaginer qu'il incarnait Desmoulins, un homme passionné par la Révolution, lors de la précédente production ». La même année, il s'illustre dans le rôle de la drag queen Tray Sophisticay pour Everybody's Talking About Jamie.

## Vie privée
Daisuke Watanabe est le meilleur ami de l'acteur et chanteur Yūta Furukawa, rencontré lors des tournées dédiées à Tenimyu.
Il est marié à l'actrice Ami Norimatsu (aussi connue sous le nom de Ami Yumeka), sa partenaire de 1789, depuis 2020.

## Filmographie

### Télévision
- 2006 : Ultraman Mebius (en) : George Ikaruga
- 2008 : Gokusen 3 : Kyousuke Terauchi
- 2012 : Danshiing!! (男子ing!!)
- 2010 - en cours : NHK Umai

### Cinéma
- 2006 : Ultraman Mebius & Ultraman Brothers : George Ikaruga
- 2009 : Gokusen, le film : Kyousuke Terauchi
- 2009 : Takumi-kun Series 2: Nijiiro no Garasu : Saki Giichi
- 2010 : Takumi-kun Series 3: Bibou no Detail : Saki Giichi
- 2010 : Takumi-kun Series 4: Pure : Saki Giichi
- 2010 : Battle of Demons : Mitsuaki Shizuma
- 2010 : Gachinko kenka joto : Jiro
- 2011 : Takumi-kun Series 5: Ano, Hareta Aozora : Saki Giichi
- 2013 : Fumoukaigi
- 2013 : Bokutachi No Kougen Hotel : Ryuuya Sawashiro
- 2014 : Magic Knight[14]
- 2014 : Kabadieen! Gekitotsu Dokuro Koko hen : Atsushi Fushimi

## Performances scéniques
- The Prince of Tennis - Musical Series (Tenimyu) : Kunimitsu Tezuka
  - 2007 - 2008 : The Prince of Tennis Musical: The Progressive Match Higa Chuu feat Rikkai[15]
  - 2008 : The Prince of Tennis Musical: Dream Live 5th[16]
  - 2008 : The Prince of Tennis Musical: The Imperial Presence Hyotei Gakuen feat. Higa Chuu[17]
  - 2008 - 2009 : The Prince of Tennis Musical: The Treasure Match Shitenhouji feat Hyotei Gakuen[18]
  - 2009 : The Prince of Tennis Musical: Dream Live 6th[19]
- 2009 : SAKURA
- 2009 : Rock'n Jam Musical
- 2010 : BUTLER×BATTLER
- 2010 : Jinsei wa Showtime
- 2010 / 2012 : Miracle Train
- 2011 : Cantarella Musical : Giovanni
- 2012 : The Prince of a Wonderful Town : Ichijou Ran
- 2013 : The Prince of a Wonderful Town - Chapter 2 : Ichijou Ran
- 2013 : Fumoukaigi
- 2013 : Dracula, the Musical: Jack Seward
- 2013 : LIVING ADV「STEINS;GATE」: Okabe Rintarou
- 2013 : CLUB SLAZY The 2nd invitation～Sapphire～ : King[20]
- 2014 : Uchoten Kazoku (The Eccentric Family) : Atelier Duncan (2014)[21]
- 2015 : Blood Brothers
- 2015 / 2016 : South Pacific
- 2016 : Honganji
- 2016 / 2018 : 1789 - Bastille no Koibitotachi : Camille Desmoulins[5]
- 2016 : Biohazard ~Voice of Gaia~ : Dan Gibson
- 2017 / 2019 : Romeo & Juliette : Tybalt Capulet[22]
- 2018 : Titanic : Jim Farrell
- 2019 : Love's Labour's Lost : Du Maine
- 2022 : Into the Woods : le Prince
- 2023 : Beethoven : Baptiste Fitzhoek[8]
- 2024 : Romeo & Juliette : Escalus, prince de Vérone[23]
- 2024 - 2025 : Next to Normal : Dan[9]
- 2025 : 1789 - Bastille no Koibitotachi : le comte Lazare de Peyrol[10]
- 2025 : Everybody's Talking About Jamie : Tray Sophisticay[12]

## DVD et blu-ray
- 2008 : With the Wind[24]
- 2009 : Search for my roots
- 2015 : Real Faces
- 2016 : Third Photobook ROAD
- 2018 : 1789 - Bastille no Koibitotachi - Version d'espoir
- 2018 : 1789 - Bastille no Koibitotachi - Version de courage
- 2019 : Romeo & Juliette - White Version

## Discographie
- Musical Prince of Tennis The Best Actors Series 011 - Watanabe Daisuke : Tezuka Kunimitsu
- 1789 - Bastille no Koibitotachi - Version d'égalité
- 1789 - Bastille no Koibitotachi - Version de liberté

## Livre photos
- 2008 : Prologue[24]
- 2013 : Day & Night - Watanabe Daisuke in Vietnam
- 2016 : Watanabe Daisuke - Third Photobook "ROAD"

## Publicités
- 2006 : Japan Airlines Hawaii 2006 SPORTS × SMILE
- 2011 : LION "GUEST & ME"
- 2012 : LION "GUEST & ME"
- 2012 : LION "SmileCosmetique"
- 2014 : Zelia Health Way "inner cosmetic 5000"